# Admiralitetet (Sankt Petersborg)
 For alternative betydninger, se Admiralitetet. (Se også artikler, som begynder med Admiralitetet)
Admiralitetet (russisk: Адмиралтейство; tr. Admiraltejstvo) eller Hovedadmiralitetets bygning (russisk: Зда́ние Гла́вного адмиралте́йства; tr. Zdanije Glavnogo admiraltejstva) er hovedkvarteret for Ruslands flåde, placeret i Sankt Petersborg. Flåden flyttede hovedkvarteret tilbage hertil fra Moskva i 2012, hvor det havde ligget siden 1925. Bygningen er det tidligere hovedkvarter for zartidens admiralitet og kejserrigets flåde samt Sovjetunionens flåde frem til 1925. Bygningen er tegnet efter skitser tegnet af Peter den Store. Grundstenen blev lagt den 4. juni 1704.

## Historie
Bygningen blev ombygget i det 19. århundrede for at støtte zarens maritime ambitioner. Det originale design inkluderede et befæstet værft og blev senere omgivet af fem bastioner og yderligere beskyttet af en voldgrav.
Bygningsværket er bygget i empirestilen og omkranser admiralitetskajen og blev designet Andrejan Zakharov, og byggeriet foregik fra 1806 til 1823. Anlægget er placeret ved den vestlige ende af Nevskij Prospekt. Admiralitetet, med dets forgyldte spir med et lille sejlskib på toppen (Korablik), er en af de mest iøjnefaldende kendetegn for de tre hovedgader; Nevskij Prospekt, Gorokhovaja Ukutsa, og Voenesenskij Prospekt i det historiske centrum i St. Petersborg, og understreger den centrale betydning flåden havde for Peter den Store.
Vladimir Nabokov, forfatter og indfødt fra St. Petersborg skrev en novelle i maj 1933 med titlen "Admiralitetets spir".